# Mohra Muradu

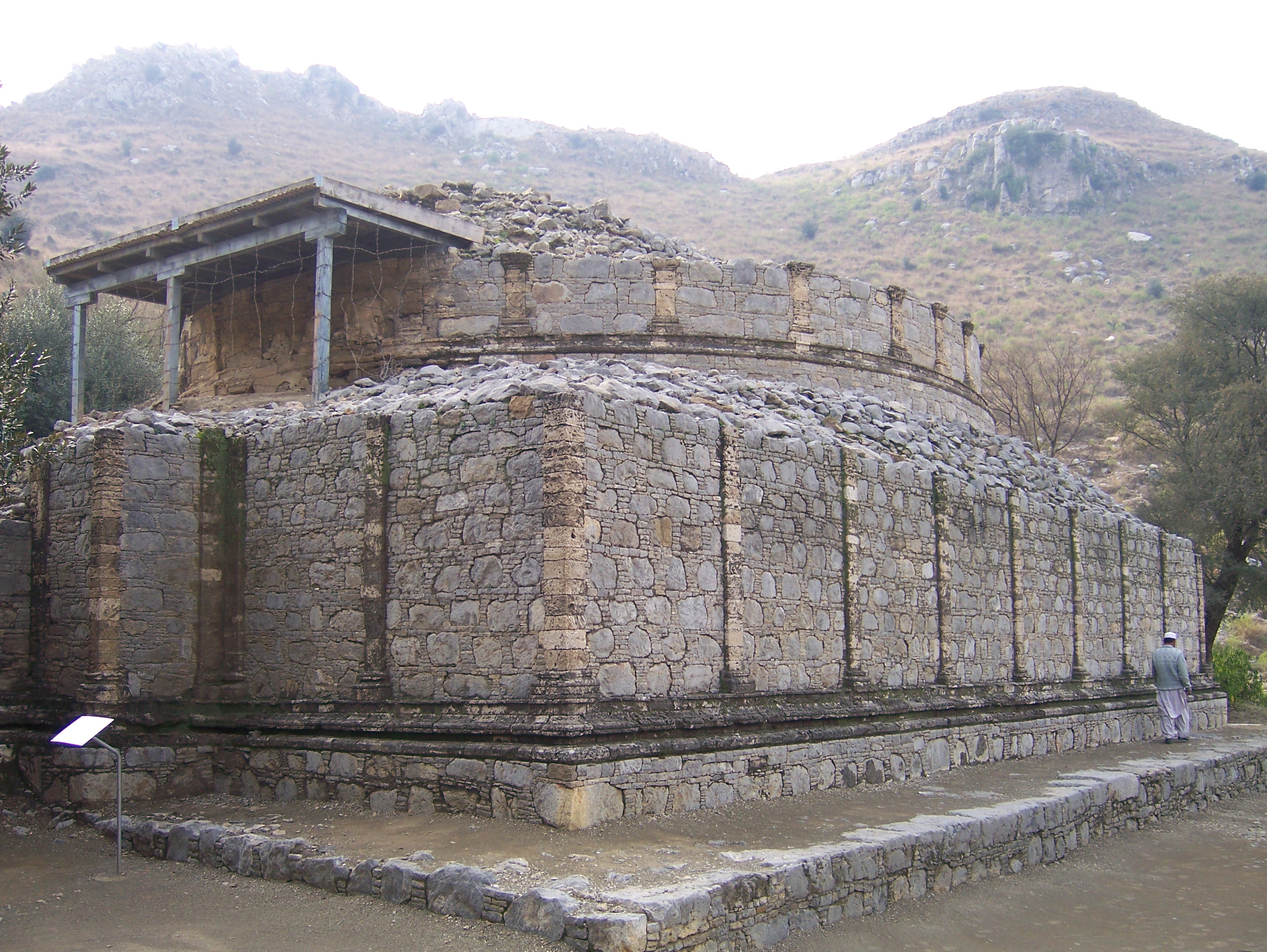
Die Hauptstupa in Mohra Muradu, Taxila, Pakistan

Mohra Muradu (Urdu: موہرا مرادو) sind die Ruinen zweier alten buddhistischen Stupas und eines Klosters in der pakistanischen Provinz Punjab. Zusammen mit den benachbarten Stätten von Taxila und Jaulian gehört sie seit dem Jahr 1980 zum UNESCO-Weltkulturerbe.

## Lage
Das Kloster befindet sich in einem Tal inmitten hoher Berge. Die Mönche konnten hier in aller Ruhe meditieren. Da die damalige Stadt Sirsukh nur 1,5 Kilometer entfernt lag, konnten sie dort betteln. Die heutigen Großstädte Rawalpindi und Islamabad befinden sich etwa 35 bzw. 45 km südöstlich.

## Geschichte
Der Bautenkomplex wurde im 2. Jahrhundert n. Chr. gebaut und im 5. Jahrhundert rundum erneuert; deshalb wird er zur Kuschan-Zeit gezählt. Mohra Muradu wurde zuerst unter der Leitung von Sir John Marshall durch Abdul Qadir in den Jahren 1914–1915 ausgegraben.

## Stupa
Der Hauptstupa hatte einen runden Grundriss und stand auf einer 4,75 m hohen quadratischen Plattform (medhi) – die Außenmauern beider Teile wurden restauriert. Die kleinere Votivstupa steht unmittelbar dahinter.

## Kloster
Das Kloster enthielt 27 Räume für die Mönche und ihre Lehrer. Diese Räume sind um einen großen zentralen Hof mit einem Teich gebaut. Der quadratisch angelegte Teich wurde für rituelle Waschungen benutzt und war rund 50 Zentimeter tief. Stufen zum Wasser waren an allen Seiten des Teichs vorhanden. Das Kloster enthielt eine Küche und einen Brunnen, der noch heute funktioniert. Regenwasser wurde über hölzerne Konstruktionen vom Dach des Klosters in den Teich geleitet. Statuen Buddhas finden sich im Hof und in den Räumen der Studenten. Eine Halle für Versammlungen der Mönche liegt in einer Ecke des Klosters. 
Das Kloster war wahrscheinlich zweigeschossig. Treppen aus einem der Räume gingen zu dem oberen Geschoss und sind gut erhalten. Zusätzliche Möglichkeiten, zum oberen Geschoss zu gelangen, waren durch hölzerne Konstruktionen im Hof gegeben. Die Stärke der Mauern hat aber zu der Annahme geführt, dass möglicherweise ein drittes Geschoss vorhanden war.

## Denkmal
Ein ca. 4 m hoher Denkmalstupa wurde in einem der Zimmer gefunden. Es war wahrscheinlich dem Andenken eines der geehrten Lehrer gewidmet, der in diesem Raum lebte. Die Schirme des Denkmals waren gefärbt.

## Bildergalerie

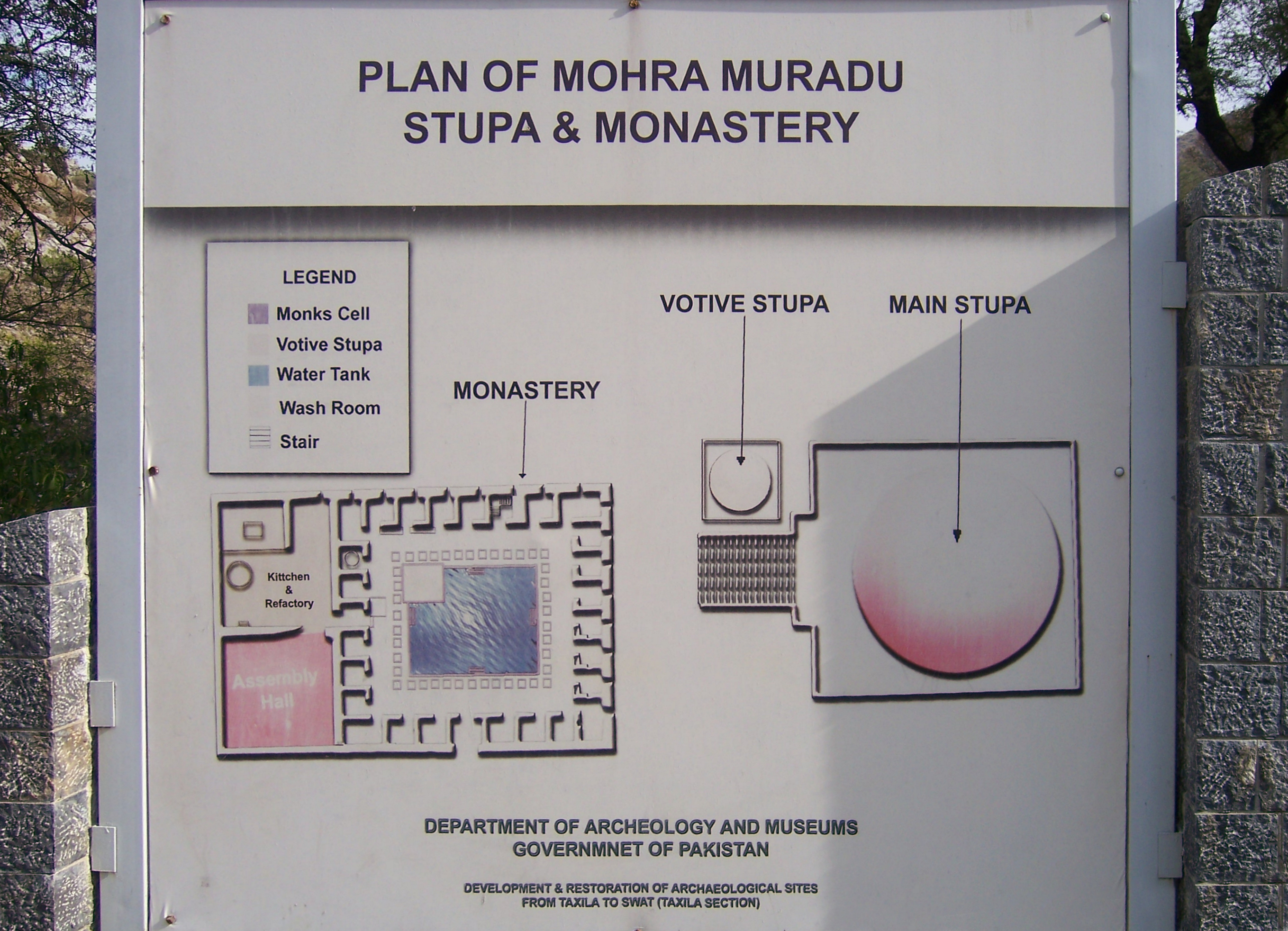
Grundriss der Ruinen von Mohra Muradu, Taxila, Pakistan
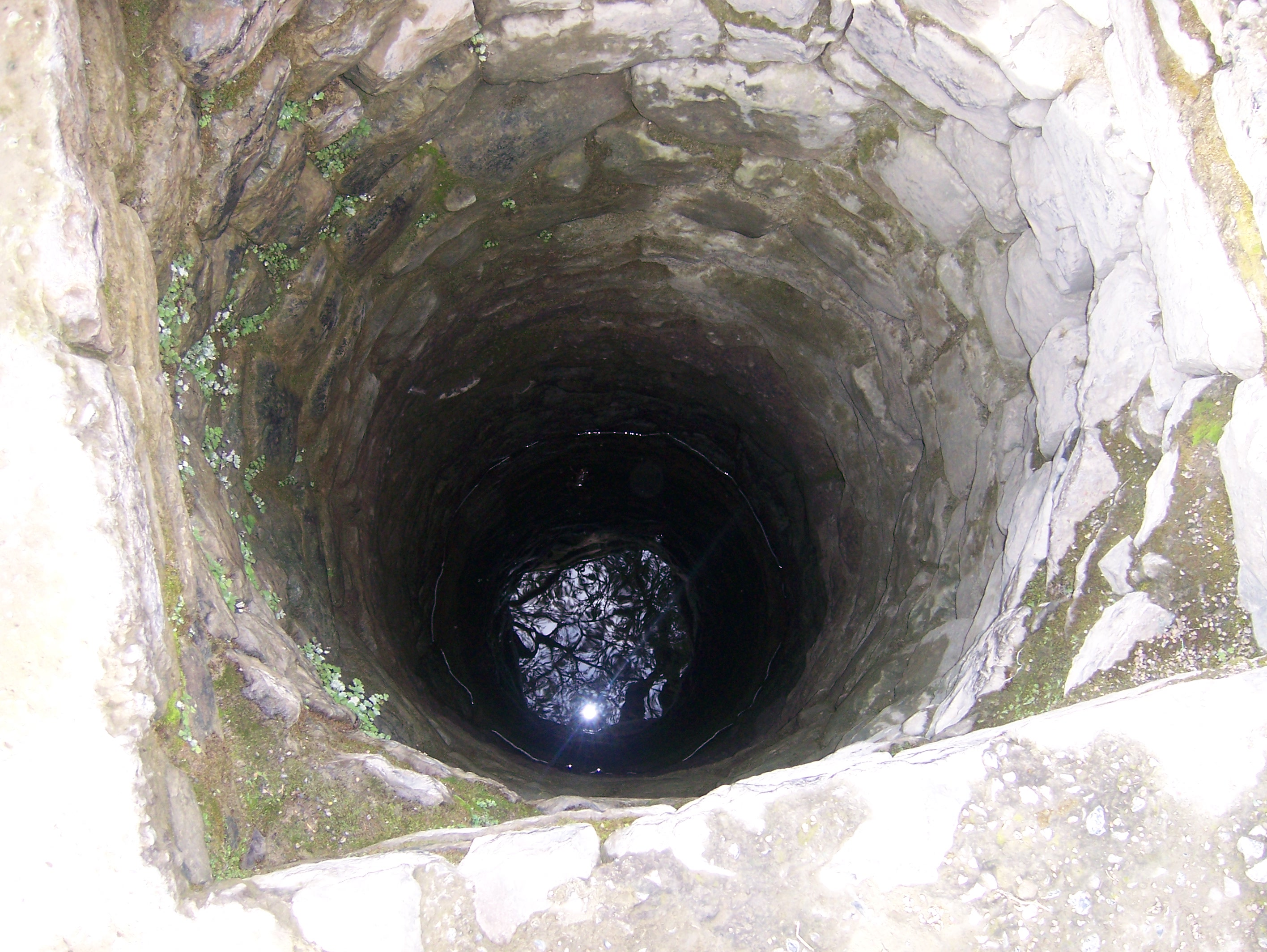
Brunnen
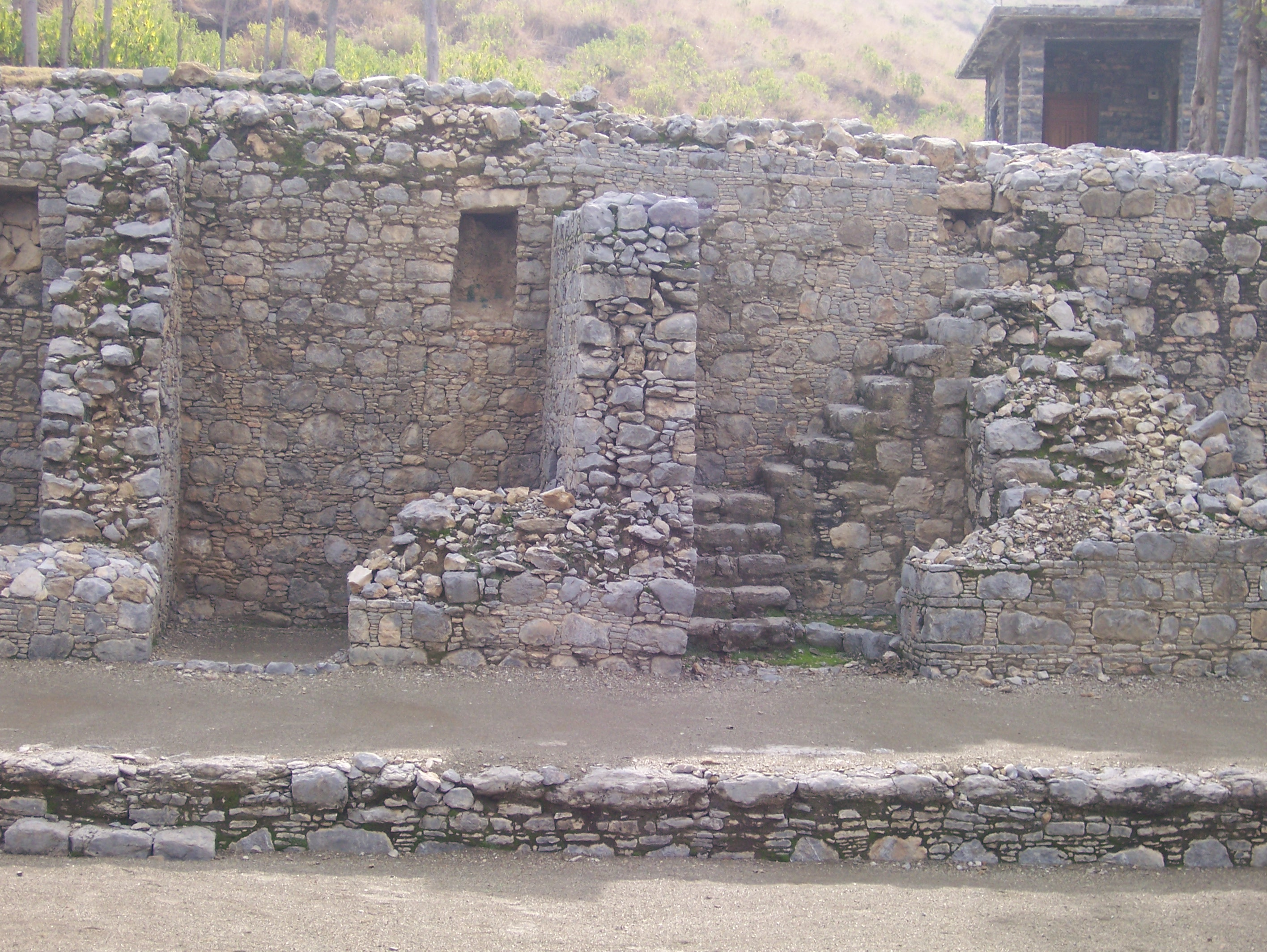
Stufen zum oberen Geschoss
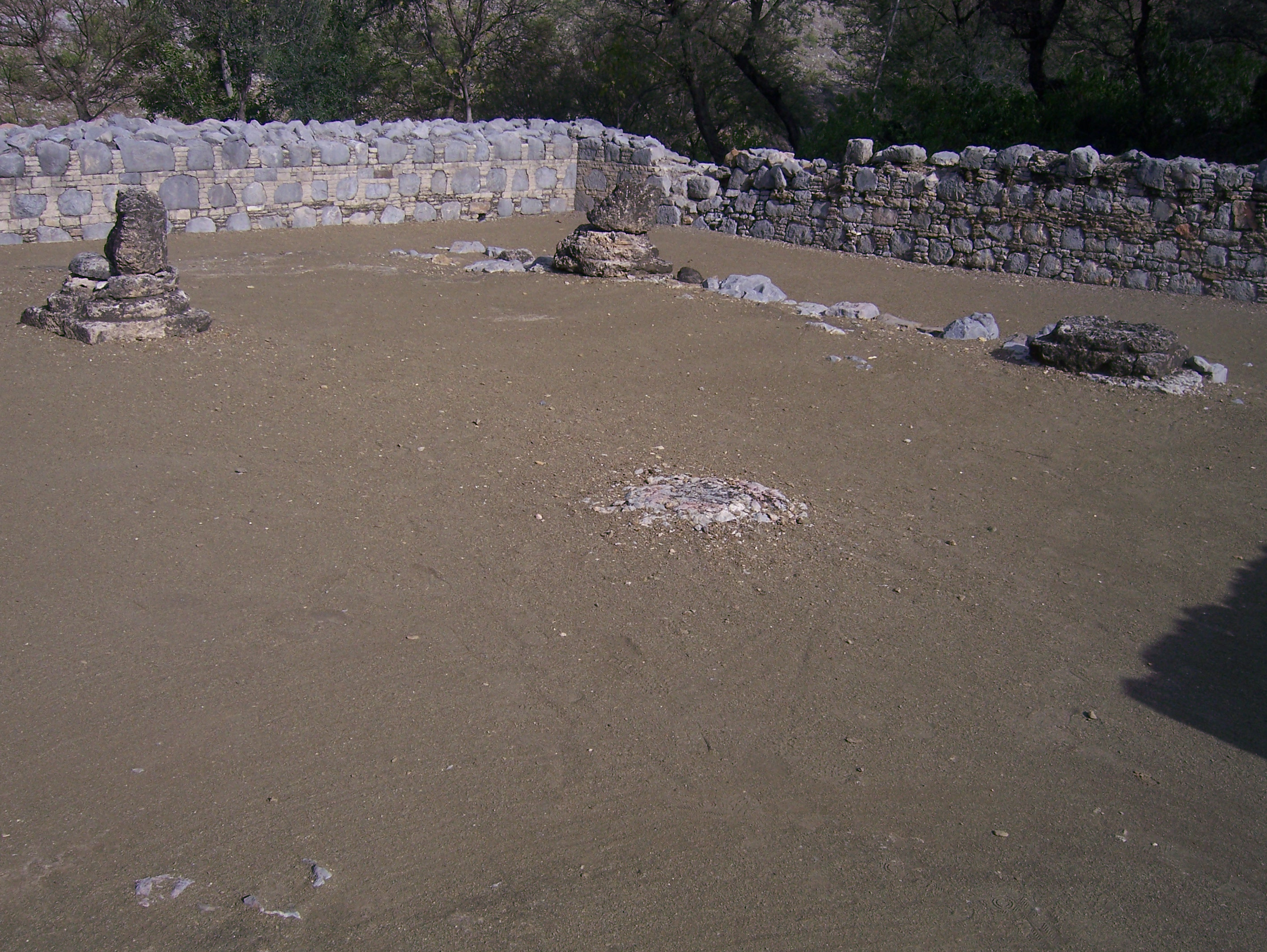
Versammlungshalle des Klosters – die Basis einiger Säulen ist zu erkennen
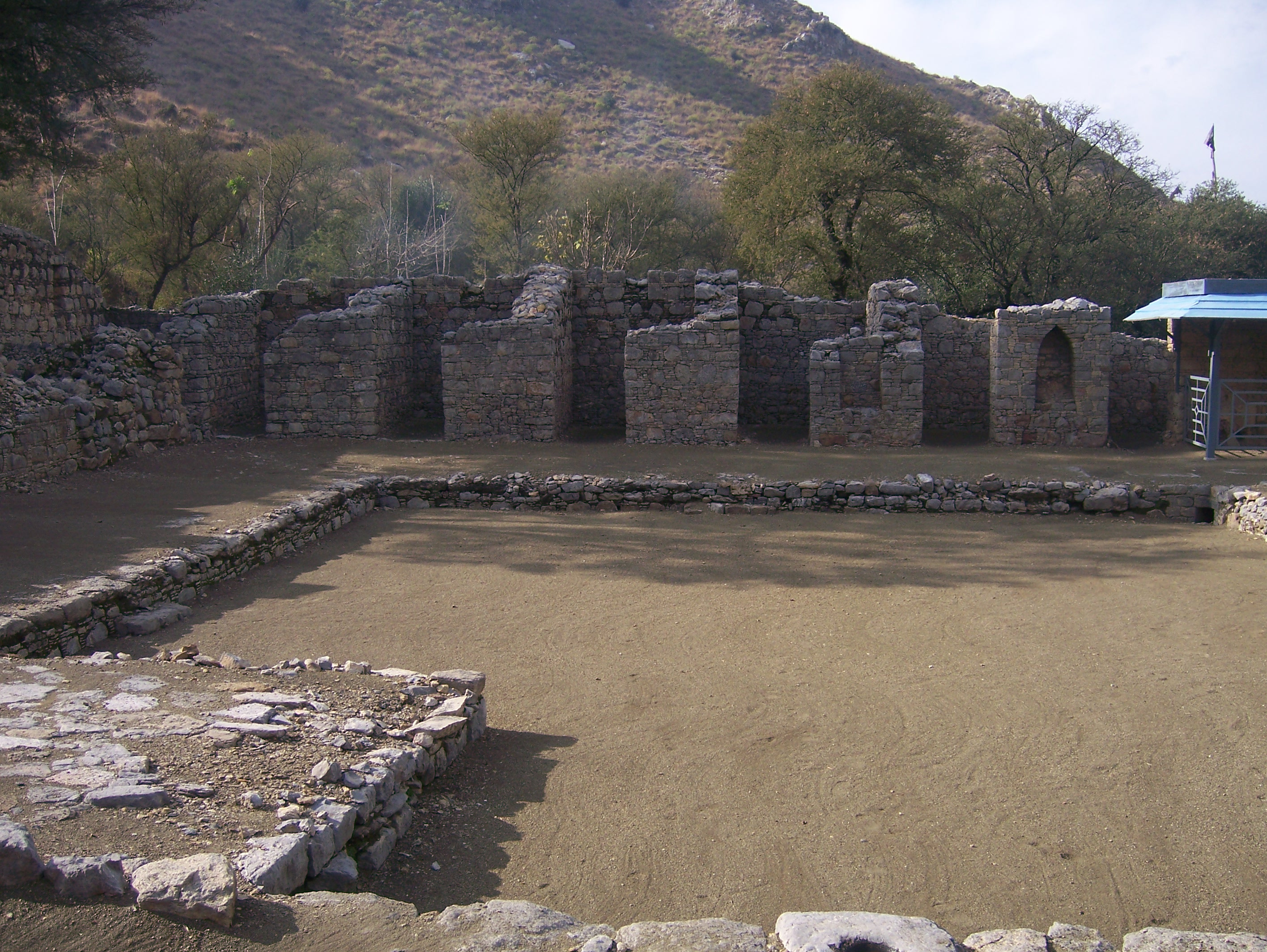
Teich im Hof des Klosters
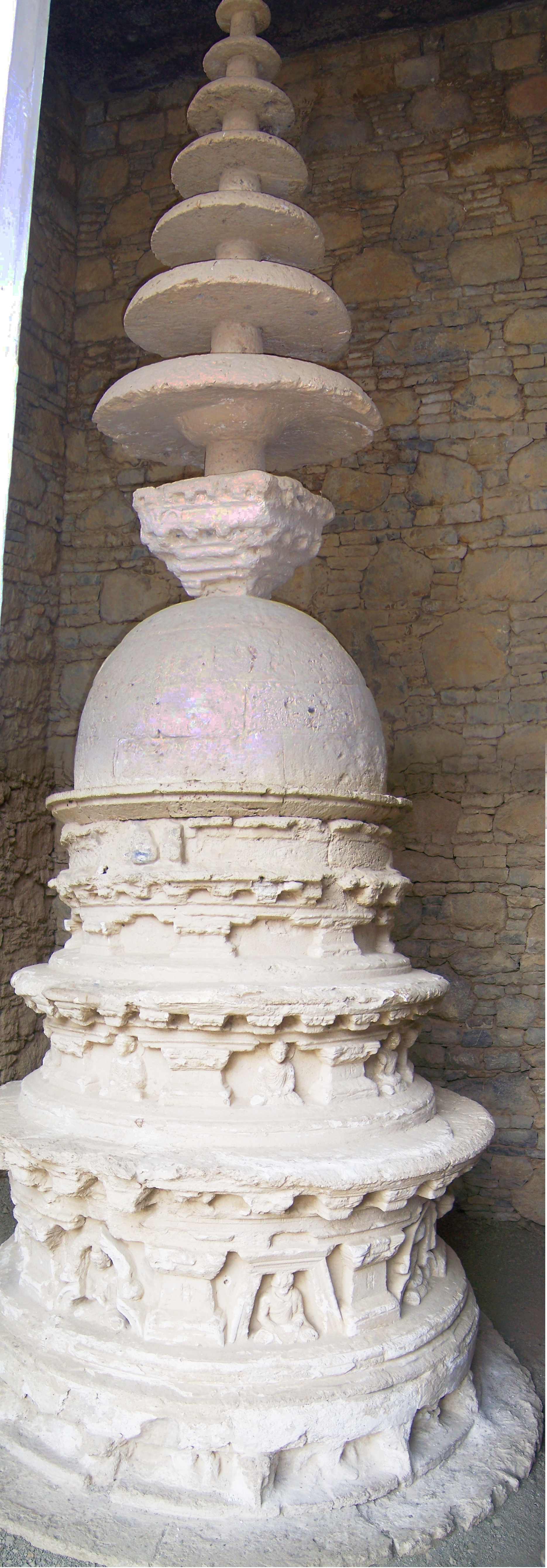
Denkmalstupa